# Arnold Mocsigay

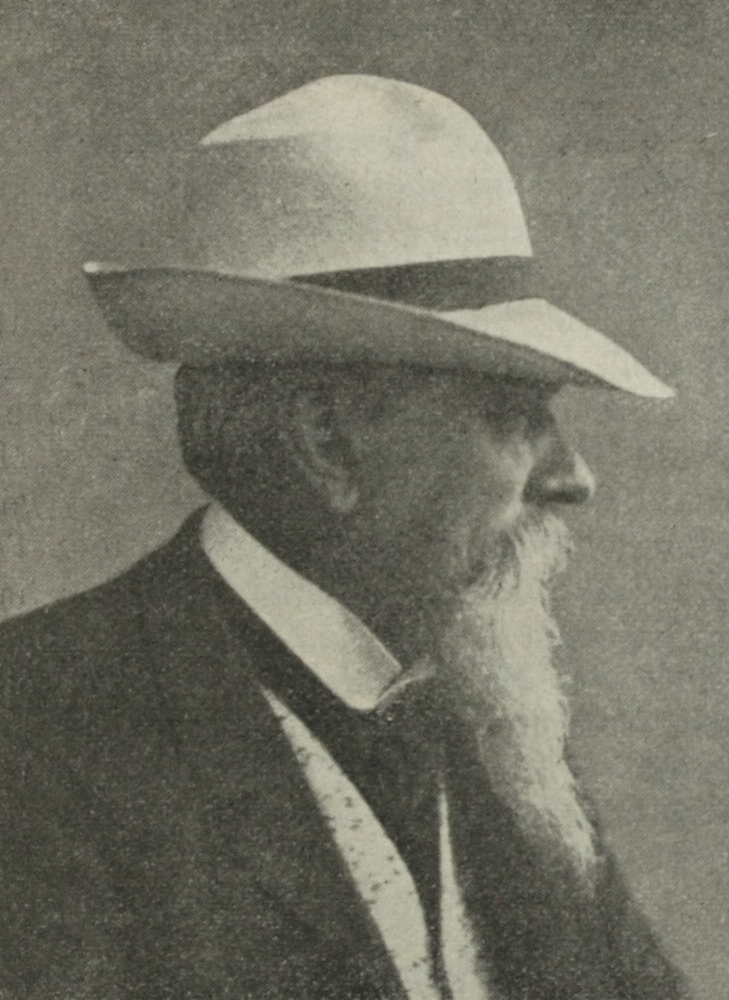
Arnold Mocsigay

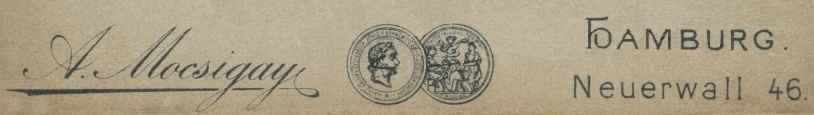
Aufdruck auf einem Visitformat

Adolf Jacob Arnold Mocsigay (auch Arnold von Mocsigay; geb. 13. Juli 1840 in Újbánya, Königreich Ungarn; gest. 19. Juli 1911 in Hamburg) war ein deutscher Fotograf ungarischer Herkunft.

## Leben
Arnold Moscigay wurde am 13. Juli 1840 in Újbánya im Norden des damaligen Königreichs Ungarn (heute Slowakei) geboren. Er war ein Sohn des Bürgermeisters Franz Mocsigay und dessen Ehefrau Helene (geb. Halacsy). Nach Absolvierung des Gymnasiums studierte er Chemie und Pharmazie und leitete einige Jahre eine Apotheke in Budapest. Sein ausgeprägter Kunstsinn veranlasste ihn aber zu einem Berufswechsel. Bei Ludwig Angerer in Wien erlernte er das Fotografieren. Hier heiratete er am 29. Juni 1868 die Schneidermeisterstochter Maria Zita, die jedoch bereits im Januar 1869 im Alter von 24 Jahren an Tuberkulose starb. Danach verließ er Wien und ging nach Deutschland, wo er zuerst bei Emilie Bieber und später bei Leonard Berlin-Bieber in Hamburg als Leiter des Ateliers E. Bieber tätig war.
Im September 1897 eröffnete er in Hamburg sein eigenes Fotoatelier. Dank seiner Beliebtheit war sein Atelier mit den Standorten am Neuen Wall 46 (1897) und später in der Eimsbütteler Chaussee 46 bald eine der ersten Firmen. 
Arnold Mocsigay starb am 19. Juli 1911 wenige Tage nach Vollendung seines 71. Lebensjahres in Hamburg. Das Atelier wurde von der Witwe Margaretha Elise (geb. Treede, 1854–1923) und weiteren Inhabern, wie Hans Wunderlich, fortgeführt.

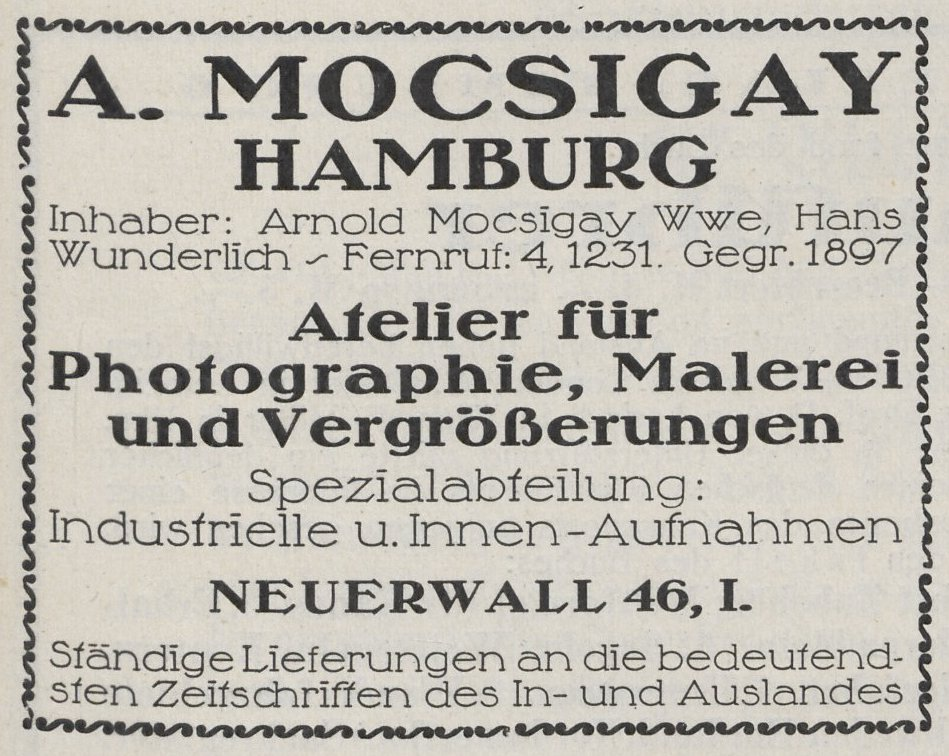
Werbeanzeige des Ateliers A. Mocsigay, 1914

Mit seinem Eintritt in die k. k. Photographische Gesellschaft in Wien 1869 gehörte er zum Zeitpunkt seines Todes zu deren ältesten Mitgliedern.

## Werke

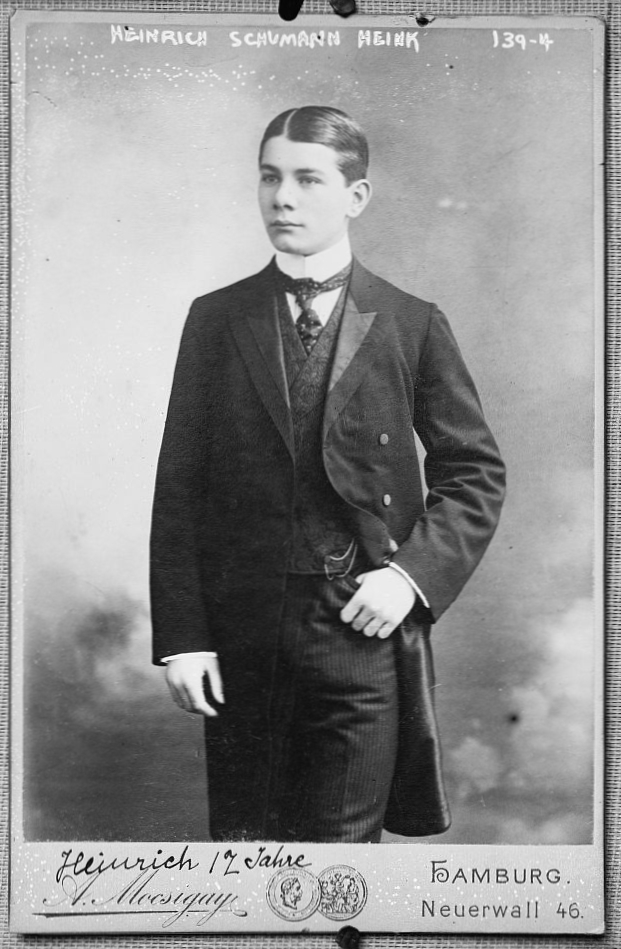
Heinrich Schumann-Heink, Sohn von Ernestine Schumann-Heink (1903)
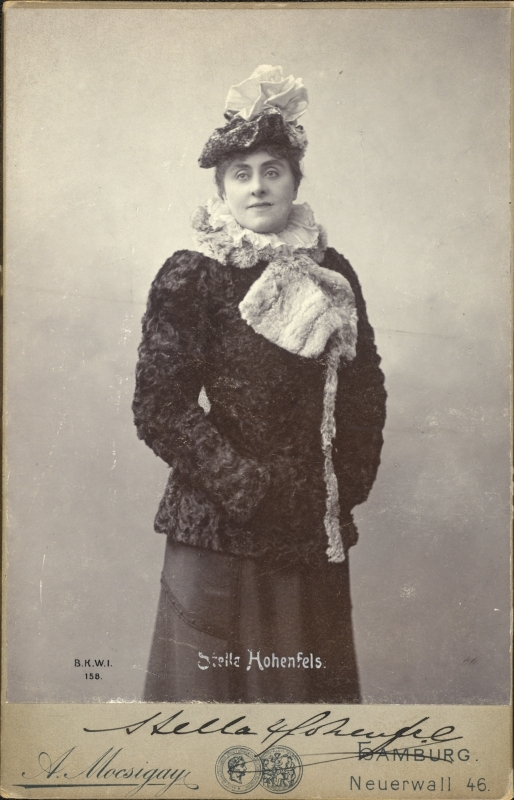
Stella Hohenfels (1903)
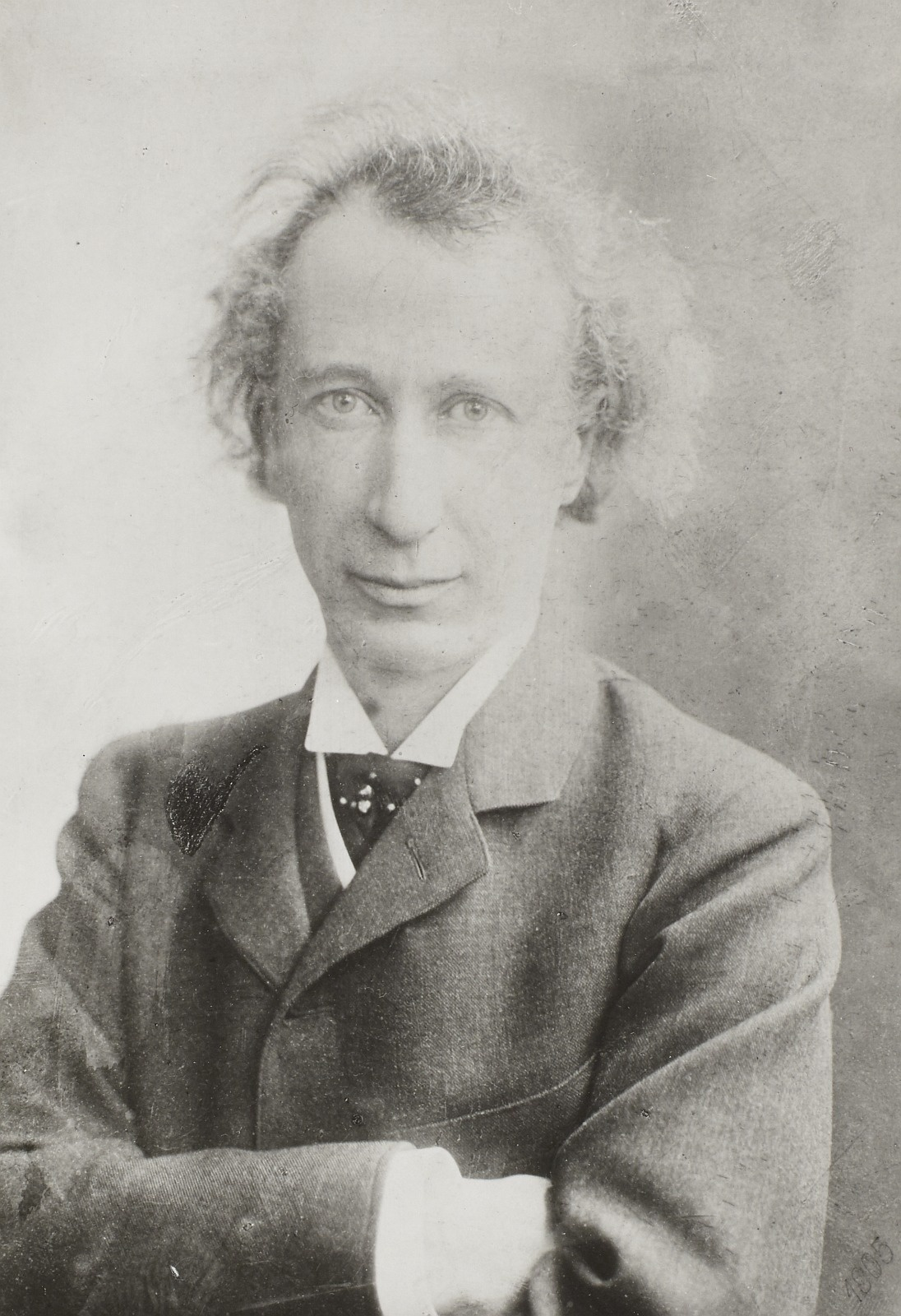
Emil von Sauer (1906)
Daisy Orska (1911)

## Schriften
- Beitrag zur Theorie der Lackrisse.. In: Photographische Correspondenz, Jahrgang 1872, Nr. 92, S. 32–36 (online bei ANNO).